# Daniel Silva (golfer)
Daniel Silva (Johannesburg, 19 juni 1966) is een Portugese golfprofessional. Hij speelde in het begin van de 90'er jaren op de Europese PGA Tour.

## Amateur
Daniel Silva heeft Portugese ouders en werd in Zuid-Afrika geboren. Hij had twee nationaliteiten en werd opgenomen in het Springbok Junior National Team. Hij werd 11de in het WK Junioren en 4de bij het Europees Amateur.

### Teams
- St Andrews Trophy (Continentaal Team): 1986, 1988

## Professional
Silva werd in 1988 professional. In 1990 won hij de Tourschool, die toen nog op Massane en La Grande Motte gespeeld werd, en waaraan dat jaar 542 spelers meededen. Hij was in die tijd de enige Portugese golfer die internationaal speelde, maar het duurde niet lang. In 1992 won hij het Jersey European Airways Open en was de eerste Portugese winnaar op de Tour. 

In 1993 speelde hij 24 toernooien op de Europese Tour maar hij kreeg een blessure en haalde slechts drie cuts aan het begin van het seizoen. Sindsdien speelt hij alleen nog Portugese toernooien. 
In 2000 besloot hij alleen nog maar les te geven. Hij haalde in 2003 zijn PGA of Europe - A status. Hij is bovendien nationaal referee. Hij is geëmigreerd naar Canada.
Silva is in 1990 getrouwd en heeft drie dochters. 

### Gewonnen
- 1990: Tourschool
- 1992: Jersey European Airways Open

### Teams
- World Cup: 6x, onder meer 1989, 1991

## Trivia
Er is een andere Portugese speler die Daniel Silva Jr heet, en in Saint Louis woont; dit is niet zijn zoon maar een neefje.